# Matsumuraeses
Matsumuraeses là một chi bướm đêm thuộc phân họ Olethreutinae, họ Tortricidae Tortricidae.

## Các loài
- Matsumuraeses acrocosma Diakonoff, 1971
- Matsumuraeses azukivora (Matsumura, 1910)
- Matsumuraeses capax Razowski & Yasuda, 1975
- Matsumuraeses elpisma Diakonoff, 1972
- Matsumuraeses falcana (Walsingham, 1900)
- Matsumuraeses felix Diakonoff, 1972
- Matsumuraeses melanaula (Meyrick, 1916)
- Matsumuraeses ochreocervina (Walsingham, 1900)
- Matsumuraeses patialaensis Rose & Pooni, 2003
- Matsumuraeses phaseoli (Matsumura, 1900)
- Matsumuraeses tetramorpha Diakonoff, 1972
- Matsumuraeses trophiodes (Meyrick, 1908)
- Matsumuraeses ussuriensis (Caradja, 1916)
- Matsumuraeses vicina Kuznetzov, 1973
- Matsumuraeses xantholoba Diakonoff, 1972